# Tmesisternus triangularis
Tmesisternus triangularis là một loài bọ cánh cứng trong họ Cerambycidae.